# Nellobia eusoma
Nellobia eusoma är en djurart som tillhör fylumet skedmaskar, och som beskrevs av W. K. Fisher 1946. Nellobia eusoma ingår i släktet Nellobia och familjen Bonelliidae. Inga underarter finns listade i Catalogue of Life.